# Christine Nesbittová
Christine Nesbittová (* 17. května 1985 Melbourne, Austrálie) je kanadská rychlobruslařka, mistryně světa, olympijská vítězka a světová rekordmanka. V roce 2012 získala cenu Oscara Mathisena.
Nesbittová se v dětství věnovala short tracku, k rychlobruslení na dlouhé dráze se dostala až ve svých 18 letech. Kanadu začala reprezentovat v lednu 2005 a ihned na to začala jezdit v závodech Světového poháru. Zúčastnila se taky mistrovství světa 2005, na tratích 1000 a 1500 m skončila shodně na 17. místě. V následující sezóně již jela také na zimních olympijských hrách v Turíně, nejlepším individuálním výsledkem se stalo 7. místo v závodě na 1500 m. Kromě toho ale získala také stříbrnou medaili jako členka družstva ve stíhacím závodě.
Od sezóny 2006/2007 vozí Christine Nesbittová pravidelně medaile z mistrovství světa na jednotlivých tratích. Ze závodů na 1 km má dosud dvě zlaté a jednu bronzovou, z trati 1500 m jednu bronzovou a ze stíhacích závodů družstev dvě zlaté a jednu stříbrnou. Na zimních olympijských hrách 2010 vyhrála závod na 1000 m. Zlatou medaili vybojovala také na sprinterském světovém šampionátu 2011, na což navázala druhým místem na mistrovství světa ve víceboji 2011. Na šampionátu na jednotlivých tratích téhož roku vybojovala zlatou medaili na distanci 1000 m a též jako členka týmu ve stíhacím závodě družstev. Na sprinterském mistrovství světa 2012 získala stříbro, přičemž v závodě na 1000 m překonala časem 1:12,68 světový rekord. Vybojovala též bronzovou medaili na Mistrovství světa ve víceboji 2012.
Nesbittová se také pravidelně umisťuje na předních příčkách v závodech Světového poháru na 1000 a 1500 m. V sezóně 2007/2008 byla na tratích 1500 m v celkovém pořadí druhá, v sezóně následující v kilometrových závodech celkově zvítězila a na tratích 1500 m byla třetí. Na Světovém poháru 2009/2010 triumf na tratích 1000 m obhájila, v závodech na 1500 m byla celkově druhá, přičemž v následující sezóně si celkové umístění na těchto distancích prohodila. V sezóně 2011/2012 zvítězila v celkovém hodnocení na distancích 1000 i 1500 m a s velkým náskokem vyhrála i první ročník bodování Grand World Cupu. Na Mistrovství světa na jednotlivých tratích 2012 získala v závodech na 1000 a 1500 m zlaté medaile, stříbrnou vybojovala v rámci kanadského ženského týmu ve stíhacím závodě družstev. O rok později byla třetí na patnáctistovce. Zúčastnila se Zimních olympijských her 2014, kde se v závodě na 500 m umístila na 12. místě, na dvojnásobné distanci byla devátá, na distanci 1500 m sedmnáctá a ve stíhacím závodě družstev pátá.